# Марацано (Пистоја)
Марацано је насеље у Италији у округу Пистоја, региону Тоскана.
Према процени из 2011. у насељу је живело 32 становника. Насеље се налази на надморској висини од 199 м.